# Marvin Ogunjimi
Marvin Ogunjimi (Mechelen, 12 d'octubre de 1987) és un futbolista internacional belga d'ascendència nigeriana.

## Biografia
Format a diversos equips de Mechelen, al juliol del 2004 va fitxar pel Racing de Genk. El 2007, va jugar cedit al RKC Waalwijk. El 8 d'octubre de 2010, va fer el seu debut internacional amb la selecció belga contra el Kazakhstan, marcant els dos gols del partit. El RCD Mallorca va acordar el seu fitxatge per 2.400.000 euros, però al no poder enviar tota la documentació corresponent al traspàs abans de finalitzar el mercat de fitxatges el 31 d'agost de 2011, la FIFA va rebutjar l'operació. D'aquesta manera el jugador restà a Genk fins al desembre, quan pogué jugar amb el Mallorca.
| Gol | Data                | Estadi                           | Oponent    | Resultat al marcar | Resultat final | Competició                        |
| --- | ------------------- | -------------------------------- | ---------- | ------------------ | -------------- | --------------------------------- |
| 1.  | 8 d'octubre 2010    | Astana Arena, Astanà, Kazakhstan | Kazakhstan | 1–0                | 2–0            | Classificació per l'Eurocopa 2012 |
| 2.  | 8 d'octubre 2010    | Astana Arena, Astanà, Kazakhstan | Kazakhstan | 2–0                | 2–0            | Classificació per l'Eurocopa 2012 |
| 3.  | 12 d'octubre 2010   | Rei Balduí, Brussel·les, Bèlgica | Àustria    | 3–3                | 4–4            | Classificació per l'Eurocopa 2012 |
| 4.  | 3 de juny de 2011   | Rei Balduí, Brussel·les, Bèlgica | Turquia    | 1–0                | 1–1            | Classificació per l'Eurocopa 2012 |
| 5.  | 7 d'octubre de 2011 | Rei Balduí, Brussel·les, Bèlgica | Kazakhstan | 4–0                | 4–1            | Classificació per l'Eurocopa 2012 |

## Palmarès
- Lliga belga de futbol: 2010-11 amb el Koninklijke Racing Club Genk
- Copa de Bèlgica: 2008-09 amb el Racing Genk
- Supercopa de Bèlgica: 2011 amb el Racing Genk